# Beecherellidae
De Beecherellidae zijn een familie van uitgestorven kreeftachtigen uit de klasse van de Ostracoda (mosselkreeftjes).

## Geslachten
- Acanthoscapha Ulrich & Bassler, 1923 †
- Beecherella Ulrich, 1891 †
- Corniacanthoscapha Shi & Wang, 1987 †
- Dornbuschia Schallreuter, 1968 †
- Pseudacanthoscapha Kozur, 1985 †
- Punctobeecherella Copeland, 1974 †